# Jesús Olalla Iraeta
Jesús Olalla Iraeta, conegut amb el nom de Josu Olalla, (Irun, País Basc 1971) és un jugador d'handbol basc, ja retirat, guanyador de dues medalles olímpiques.

## Biografia
Va néixer el 15 de juliol de 1971 a la ciutat d'Irun, població situada a la província de Guipúscoa.

## Carrera esportiva

### Trajectòria per clubs[1]
| Temporades            | Club                 | Lliga      | País     |
| --------------------- | -------------------- | ---------- | -------- |
| ? - 1997/1998         | Elgorriaga Bidasoa   | ASOBAL     | Espanya  |
| 1998/1999 - 2000/2001 | Portland San Antonio | ASOBAL     | Espanya  |
| 2001/2002             | SG Wallau-Massenheim | Bundesliga | Alemanya |
| 2002/2003 - 2003/2004 | CB Cantabria         | ASOBAL     | Espanya  |

Títols
- 2 Copes del Rei: 1998/1999 i 2000/2001 (Portland San Antonio).[2]
- 2 Recopes d'Europa: 1997/1998 (Elgorriaga Bidasoa) i 1999/2000 (Portland San Antonio).[3][4]
- 2 Copes EHF: 2000/2001 (SG Wallau-Massenheim) i 2003/2004 (CB Cantabria).[cal citació]

### Trajectòria amb la selecció
Va participar, als 25 anys, en els Jocs Olímpics d'Estiu de 1996 realitzats a Atlanta (Estats Units), on va aconseguir guanyar la medalla de bronze en la competició masculina d'handbol amb la selecció espanyola, un metall que repetí en els Jocs Olímpics d'Estiu de 2000 realitzats a Sydney (Austràlia).